# W-Tower
W-Tower (hebrejsky W מגדל) je mrakodrap v izraelském městě Tel Avivu, v nově budované čtvrti výškových budov Park Cameret, nedaleko železniční stanice Tel Aviv Savidor.
Jeho stavba začala v roce 2007, stavba konstrukce skončila roku 2008 a v roce 2010 byla budova dokončována. Investoři se spojili na tento projekt (168 luxusních bytů), který stál 245 milionů šekelů. Mělo jít o nejvyšší izraelskou obytnou budovu. V podzemí se plánovalo obchodní centrum o velikosti 9 tisíc metrů čtverečních.